# Žica (televizijska serija)
Žica (eng. The Wire) je američka televizijska serija koju je producirala TV kuća HBO, a prikazivala se od 2. lipnja 2002. godine do 9. ožujka 2008. godine. U navedenom razdoblju prikazano je sveukupno 60 epizoda, kroz punih 5 sezona.
Kreator, producent i glavni scenarist serije je David Simon, priznati autor i bivši novinar. Radnja serije smještena je u gradu Baltimoreu (država Maryland), a svaka sezona bavi se različitom temom: trgovina drogom (prva sezona), brodogradilište i luka (druga sezona), gradska vlast i birokracija (treća sezona), školski sustav (četvrta sezona) i print mediji (peta sezona). U seriji zapravo nema glavnog lika - kompletna glumačka postava sastavljena je od karakternih glumaca koji na jednak način pridonose radnji pojedinih epizoda. Iako se prvenstveno smatra da je u pitanju kriminalistička drama, njezin kreator Simon rekao je da je to zapravo priča o jednom američkom gradu i pogledu na zajednički život njegovih stanovnika.
Iako nikad nije doživjela veliki komercijalni uspjeh niti osvojila neku veliku televizijsku nagradu, mnogi kritičari seriju Žica smatraju najboljom televizijskom serijom svih vremena i jednim od najboljih primjera fikcije 2000-tih godina. Najjačom i najistaknutijom karakteristikom serije smatra se njezin izrazito realan portret urbanog života, ljudskih ambicija i dubokog i potresnog istraživanja društvenih i političkih tema.

## Produkcija

### Koncepcija serije
Prvotna ideja kreatora Davida Simona bila je kreirati policijsku dramu dijelom temeljenu na doživljajima bivšeg detektiva Eda Burnsa koji je s njim pisao scenarije. Dok je radio na stvarnim slučajevima koji su uključivali prisluškivanje nasilnih dilera droge, Ed Burns često je dolazio u sukob s nestvarnom i beskrajnom birokracijom policijskog odjela, a o istim problemima pisao je i sam Simon dok je radio kao reporter u novinama Baltimore Sun. Upravo taj desetogodišnji rad u navedenim novinama bio je jedan od glavnih razloga zbog čega je Simon želio radnju serije smjestiti u Baltimore. Nakon što je dobio odobrenje od samog gradonačelnika za snimanje na stvarnim lokacijama, Simonov sljedeći korak je bilo izbjegavanje televizijske kuće NBC pod svaku cijenu: naime, došlo je do sukoba između njega i izvršnih producenata NBC-a zbog njegovog učestalog mračnog i izrazito pesimističnog pogleda na policijske slučajeve u seriji Odjel za umorstva koja je bazirana na njegovoj hvaljenoj i potpuno istinitoj knjizi Homicide: A Year on the Killing Streets. Želeći izbjeći iste probleme, a u isti čas na realan način prikazati prave, istinske probleme koje Amerika vodi s drogom i politikom, ostao mu je samo jedan izbor: HBO, s kojom je 2000. godine radio na nagrađivanoj mini-seriji The Corner.
Televizijska kuća HBO u to je vrijeme (2002. godine) "žarila i palila" malim ekranima diljem SAD-a sa svojim mega-popularnim serijama Obitelj Soprano, Seks i grad i Dva metra pod zemljom i, premda je imala reputaciju produkcijske kuće koja se ne boji upustiti u istraživanje novih ideja, direktori nisu bili oduševljeni s temom policijske drame na svom programu. Međutim, ipak su odlučili producirati pilot epizodu. Kreator Simon izjavio je da se nada da će serija promijeniti pogled gledatelja na kompletnu situaciju iznesenu u seriji, ali je također priznao da ne očekuje da će se bilo što bitnije promijeniti u samom sustavu.

### Audicija za uloge
Jedan od razloga zbog čega je serija toliko hvaljena je i izbor glumaca koji će glumiti glavne likove. Izbjegavanjem velikih poznatih imena i ubacivanjem karakternih glumaca (široj publici uglavnom nepoznatih), serija je još više dobila na realističnosti upravo zbog toga što se glumci savršeno uklapaju u svoje uloge.
Glavna glumačka postava izabrana je nakon dugotrajnog procesa raznih audicija. Glumac Lance Reddick dobio je ulogu Cedricka Danielsa nakon što je bio na audiciji za nekoliko drugih likova iz serije, dok je npr. Michael K. Williams dobio ulogu Omara Littlea nakon samo jedne audicije.
Nekoliko stvarnih ljudi iz Baltimorea pojavljuju se u seriji, premda nisu profesionalni glumci. To su: bivši guverner države Maryland Robert L. Ehrlich Jr., velečasni Frank M. Reid III, bivši policijski šef i radio zvijezda Ed Norris, delegat iz Virginije Rob Bell te bivši gradonačelnik Baltimorea Kurt Schmoke. Zanimljivo je za spomenuti da se početkom treće sezone u nekoliko epizoda pojavljuje i "Little Melvin" Williams - poznati baltimoreovski diler droge uhićen u 80-tima nakon istrage čijim je dijelom bio i Ed Burns.
Veliki broj glumaca koji glume u Žici pojavljuje se u barem jednoj epizodi popularne HBO-ove serije Oz: J.D. Williams, Seth Gilliam, Lance Reddick, Reg E. Cathey, Wood Harris, Frankie Faison, John Doman i Clarke Peters i dr.

### Ekipa iza kamere
Uz Simona, kreatora serije, glavnog pisca i izvršnog producenta, većina ekipe koja se nalazila iza kamere je zapravo spoj ljudi koji su radili na televizijskoj seriji Odjel za umorstva i nagrađivanoj mini-seriji The Corner. Prve dvije sezone izvršni producent bio je Robert F. Colesberry koji je sa Simonom radio i na seriji The Corner. Colesberry je režirao finale druge sezone, a nedugo potom umro od komplikacija nastalih nakon operacije srca 2004. godine. Mnogi kolege izjavili su da je upravo on bio najviše zaslužan za kreativu, a Simon ga posebno ističe kao najzaslužnijeg za realistični vizualni osjećaj koji serija ima. Colesberry je također imao malu ulogu detektiva Raya Colea, a njegova žena se također pridružila produkcijskom timu. Treća producentica iz serije The Corner, Nina Kostroff Noble, također se nalazila u produkcijskom timu Žice i time upotpunila originalnu produkcijsku postavu od četvero ljudi. Nakon Colesberryjeve smrti, ona je postala drugi izvršni producent, odmah iza Simona.
Scenarije za seriju često je, uz Simona, pisao Ed Burns, bivši detektiv iz Baltimorea i školski učitelj koji je sa Simonom radio na drugim projektima, uključujući mini-seriju The Corner. Burns je također postao producent serije s početkom četvrte sezone. Ostali scenaristi serije su uključivali i neke pisce kriminalističkih romana koji nisu bili iz Baltimorea: George Pelecanos iz Washingtona, Richard Price iz Bronxa i Dennis Lehane iz Bostona. Kritičari su počeli uspoređivati Priceov rad na filmu Clockers i onaj u Žici čak i prije nego što se ovaj pridružio timu. Uz pisanje scenarija, Pelecanos je bio producent serije tijekom treće sezone. Pelecanos je izjavio da ga je projektu privukla mogućnost rada sa Simonom. Rafael Alvarez, jedan od scenarista, osim što je napisao par epizoda također je i autor vodiča za seriju The Wire: Truth Be Told. Alvarez je bivši Simonov kolega iz Suna te rođeni Baltimoreac s radnim iskustvom u luci. Za prve tri sezone serije je također pisao još jedan rođeni Baltimoreac i nezavisni filmaš, Joy Lusco. Pisac političkih tekstova i novinar iz Baltimore Suna, William F. Zorzi pridružio se scenarističkoj ekipi u trećoj sezoni i svojim ranijim znanjem pridonio kompletnoj priči o Baltimoreškoj politici kojom se ta sezona serije i bavi.
Televizijski pisac i producent Eric Overmyer pridružio se ekipi Žice na početku četvrte sezone kao konzultant i scenarist. On je također prije radio na seriji Odjel za umorstva. Doveden je u produkcijski tim kako bi zamijenio Pelecanosa koji se povukao iz serije kako bi radio na svojoj sljedećoj knjizi, a na četvrtoj je sezoni ostao samo u ulozi scenarista. U četvrtoj se sezoni ekipi pridružio i dobitnik nagrade Emmy za serije Odjel za umorstva i The Corner i dugogodišnji Simonov prijatelj David Mills.
Redatelji serije Žica, između ostalih, bili su Clark Johnson (režirao nekoliko hvaljenih epizoda serije The Shield) i Tim Van Patten (dobitnik nagrade Emmy koji je radio na svakoj sezoni popularne serije Obitelj Soprano). Režija je bila hvaljena od strane kritičara za svoje nekompliciranosti i suptilnosti. Nakon smrti Colesberryja, redatelj Joe Chappelle pridružio se produkcijskoj ekipi kao izvršni producent i nastavio režirati epizode na regularnoj bazi.

### Struktura epizoda i glazba
Svaka epizoda serije traje otprilike sat vremena, uz iznimku posljednje epizode koja traje punih 90 minuta. Svaka epizoda započinje uvodnom scenom, nakon koje slijedi uvodna špica. Poslije špice na ekranu je ispisan citat uz potpis lika koji će navedeni citat izgovoriti u nekom trenutku epizode. Potonje vrijedi za sve epizode serije, osim dvije iznimke: finala četvrte sezone, kada je ispisana poznata baltimoreovska uzrečica ("If animal trapped call 410-844-6286.") i finala serije koje započinje citatom H.L. Menckena ("...the life of kings."). Epizode vrlo rijetko završavaju s "cliffhangerom".
Serija Žica neobična je po upotrebi glazbe. Originalna glazba skladana za seriju vrlo se rijetko čuje u samoj epizodi, osim kao završna špica na kraju svake epizode. Ovisno o mjestu na kojem se likovi nalaze, obično u pozadini čujemo izvornu glazbu (u irskom baru u kojem se okupljaju policajci svira tradicionalna glazba, dok na ulici uglavnom slušamo rap i R&B koji dolazi iz automobila ili stanova).
Na uvodnoj špici serije koristi se pjesma "Way Down in the Hole". U svakoj sezoni uvodna špica je drugačija (ovisno o radnji same sezone), a naslovnu pjesmu izvode razni izvođači:
- Blind Boys of Alabama - prva sezona
- Tom Waits - druga sezona
- The Neville Brothers - treća sezona
- "DoMaJe" - četvrta sezona
- Steve Earle - peta sezona

Grupa "DoMaJe" koji su izveli pjesmu u četvrtoj sezoni zapravo je skupina baltimoreovskih tinejdžera (Ivan Ashford, Markel Steele, Cameron Brown, Tariq Al-Sabir i Avery Bargasse) koji su specijalno za tu prigodu bili okupljeni. U originalu pjesmu je napisao Tom Waits 1987. godine za svoj album Franks Wild Years.
Svaka sezona završava na identičan način: montažnom sekvencom (popraćenom različitim pjesmama) svih likova koje smo do tada pratili i objašnjavanjem što im se dogodilo nakon što je glavnina radnje iz sezone završila. 
Upotrebljene pjesme:
- Jesse Winchester: "Step by Step" - prva sezona
- Steve Earle: "Feel Alright" - druga sezona
- Solomon Burke: "Fast Train" - treća sezona
- Paul Weller: "I Walk on Gilded Splinters" - četvrta sezona
- Blind Boys of Alabama: "Way Down in the Hole" - peta sezona (produžena verzija iste pjesme s uvodne špice prve sezone)

Dana 8. siječnja 2008. godine izdana su dva službena soundtracka serije: The Wire: And All the Pieces Matter—Five Years of Music from The Wire i Beyond Hamsterdam. Prvi soundtrack uključuje glazbu i pjesme iz svih pet sezona serije, dok potonji uključuje ekskluzivne lokalne glazbenike iz Baltimorea.

## Stil

### Realizam
Scenaristi su željeli stvoriti realističnu viziju američkog grada temeljenu na njihovim vlastitim iskustvima. Glavni cilj bio je stvoriti vjerodostojne likove. Simon je izjavio da se mnogo njih temelji na stvarnim ljudima iz Baltimorea. Serija je često upošljavala neprofesionalne glumce u manjim ulogama i na taj način se razlikovala od ostalih serija prikazujući "lica i glasove pravog grada" o kojem priča. Scenaristi su također koristili moderan slang kako bi se gledatelji što više uživjeli u seriju.
Kako bi se likovi detektiva u seriji Žica razlikovali od detektiva u drugim serijama, Simon je izjavio da čak i najbolji policijski poslovi u Žici nisu motivirani željom da se zaštiti i služi, već intelektualnom taštinom policajaca koji smatraju da su pametniji od kriminalaca koje pokušavaju uhititi. Međutim, dok neki policajci zbilja pokazuju svoje altruističke kvalitete, mnogi od njih su prikazani nekompetentnima, brutalnima, samodopadnima ili uhvaćenima u beskrajnu birokraciju i okrutnu politiku. Kriminalci, s druge strane, nisu uvijek motivirani samo profitom ili željom da naude drugima; mnogi se nađu "uhvaćenima" u taj život bez mogućnosti izbora, a svi zajedno pokazuju određene ljudske kvalitete. Bez obzira na to, serija Žica nikako ne umanjuje ili glorificira okrutne posljedice akcija svih likova.
Serija je izrazito realistična u razradi procesa policijskog rada i kriminalnih aktivnosti. Mnogi zapleti koji se događaju kroz sezone bazirani su na vlastitim iskustvima Simona i Burnsa. Navodno su neko vrijeme kružile glasine da pravi kriminalci gledaju seriju kako bi naučili istražne tehnike policajaca kojima se ovi služe. Peta sezona serije bavi se medijima, a od strane kritičara proglašena je najrealističnijim prikazom medija na filmu i televiziji ikada.
U prosincu 2006. godine objavljen je članak u Washington Postu u kojem su lokalni Afro-Američki studenti istaknuli da je serija "pogodila u živac" kompletnu američku crnačku zajednicu i da je njima samima i više nego dobro poznata situacija likova u seriji. Članak je, među ostalim, iznio veliko negodovanje u vezi činjenice da su droga i nasilje preuzeli glavnu riječ u crnačkoj zajednici.

### Vizualni identitet
Mnogi važni događaji u seriji zbivaju se "iza kamere", a također se ne koristi umjetna ekspozicija u smislu naracije ili flashbackova, uz samo jedan jedini izuzetak flashbacka u pilot epizodi. Na taj način od gledatelja se očekuje da pozorno prati svaki razgovor kako bi shvatio tko je tko i što se zapravo događa. Web stranica salon.com opisala je seriju kao "romanesknu" u svojoj strukturi, uz mnogo razrađenije scenarije i samu radnju od ostalih kriminalističkih serija. Svaka sezona serije Žica sastoji se od 10-13 jednosatnih epizoda koje se sastoje od nekoliko paralelnih i isprepletenih radnji. Simon se odlučio za ovakav način pričanja priče kako bi privukao gledatelja koji će u konačnici svake sezone dobiti ono što je i zaslužio gledajući strpljivo cijelu sezonu. U nekoliko intervjua Simon je koristio metaforu za svoju vizualnu romanesknost, opisujući svaku epizodu kao jedno poglavlje, a također je komentirao da takav način omogućava gledatelju kompletno istraživanje tema serije.

### Društveni komentar
Simon je drugu sezonu serije opisao kao "meditaciju o smrti radnika i izdaji američke radničke klase - to je namjerni argument da neopterećeni kapitalizam nije zamjena za socijalnu politiku; da je sam po sebi, bez socijalne kompatibilnosti, surovi kapitalizam osuđen da služi samo pojedincima na trošak svih ostalih".
Nadodao je da treća sezona "reflektira prirodu reformi i reformera i pokušava otkriti postoji li ikakva šansa da politički procesi mogu ublažiti kompletan sustav okrenut protiv individualaca". Treća sezona također je alegorija koja povlači eksplicitne paralele između rata u Iraku i nacionalne zabrane droga koje su prema Simonovom mišljenju potpuno propale i postale rat protiv Američke potklase. To se pogotovo vidi u liku bojnika Colvina koji Carveru govori da je policijski posao zapravo postao rat i prema tome nikad neće uspjeti u svom cilju.
Scenarist Ed Burns, koji je nakon što je umirovljen iz policije Baltimorea postao učitelj u javnoj školi prije nego što je započeo raditi sa Simonom, izjavio je da je edukacija glavna tema četvrte sezone. Umjesto da se fokusiraju samo na školski sustav, četvrta sezona gleda na škole kao porozan dio kompletne zajednice na koje utječu problemi izvan njihovih granica. Burns tvrdi da edukacija dolazi iz mnogo različitih izvora, a ne samo iz škola i da djeca mogu biti educirana i na drugačije načine, uključujući kontakte s dilerima droge za koje rade. Burns i Simon iskorištavaju glavnu temu te sezone kako bi istražili kako individualci završavaju kao kriminalci i da dramatizacijom pokažu da težak rad ponekad nije dovoljno i pravedno nagrađen.

## Teme

### Disfunkcionalnost institucija
Simon je identificirao organizacije koje se pojavljuju u seriji - policijska postaja Baltimorea, gradska vijećnica, javni školski sustav Baltimorea, Barksdaleova trgovina drogom, novine Baltimore Sun i lučki sindikat - kao komparabilne institucije. Sve one su na svoj način disfunkcionalne, a likovi su često izdani od strane istih. Također se tijekom serije ponavlja uzrečica detektiva koji rade u narkoticima ("Govna se kotrljaju nizbrdo") koja se direktno odnosi na njihove nadređene koji će žrtvovati svoje podređene svaki put kad se dogodi bilo kakav skandal. Simon seriju opisuje kao "vrlo ciničnu kad su institucije u pitanju", dok svojim likovima prilazi s vrlo ljudske strane. Centralna tema koja se provlači kroz cijelu seriju je borba između želje pojedinca i njegova podređenost skupini kojoj pripada. Bez obzira radi li se o detektivu Jimmyju McNultyju koji će učiniti sve kako bi nastavio istraživati slučaj trgovine drogom unatoč naredbama svojih nadređenih ili o pripadniku bande D'Angelo Barksdaleu koji će prihvatiti kaznu zatvora od 20 godina unatoč svojoj snažnoj želji da izda ujaka Avona i izvuče se, ovakvi konflikti se prožimaju tijekom čitave serije i u svim njezinim aspektima.

### Nadzor
Uz samu strukturu i glavni zaplet, jedna od glavnih karakteristika serije je i upotreba elektroničkog nadzora i tehnologije prisluškivanja od strane policije, iz koje uostalom i proizlazi sam naslov serije. Web stranica salon.com opisala je naslov serije kao metaforu za iskustvo budućeg gledatelja: prislušni uređaji omogućuju policiji uvid u tajni svijet, baš kao što to sama serija čini za gledatelje. Simon je izjavio da upotreba pravih snimki nadzornih kamera naglašava volumen nadzora u suvremenom životu i potrebu likova da prolaze kroz sve te informacije.

## Glumačka postava i likovi
Serija Žica karakteristična je po širokoj glumačkoj postavi, sastavljenoj od uglavnom nepoznatih glumaca. Većina glumaca je Afroameričkog podrijetla što zapravo i odražava pravo stanje demografije Baltimorea, ali i predstavlja rijetkost za američke televizijske serije. Dana 3. veljače 2008. godine, nakon što je s emitiranjem završila 55. epizoda serije, Žica je postala druga najduže emitirana dramska serija s većinom Afroameričkih glumaca u povijesti američke televizije. Na prvom mjestu i dalje se nalazi serija Soul Food.
Kreatori serije tijekom njezinog trajanja nisu se ustručavali ubijati glavne likove, kako gledatelji nikad ne bi mogli pretpostaviti što će se dogoditi te kako bi naglasili da se u scenarijima ne vode time koliko su neki od likova popularni kod gledatelja. U odgovoru na pitanje zbog čega neki lik mora umrijeti, David Simon je rekao :

### Glavni glumci i likovi
Glavni likovi prve sezone serije bili su podijeljeni između onih na strani zakona i onih koji rade u kriminalističkim organizacijama. Istragu su pokrenule okolnosti povezane s detektivom Jimmyjem McNultyjem (Dominic West) čije neposlušne tendencije i osobni problemi igraju veliku ulogu u njegovoj detektivskoj karijeri. Istragu je vodio poručnik Cedric Daniels (Lance Reddick) koji se nalazio pred pravim izazovom: izabrati mogućnost napretka u karijeri ili baviti se pravim slučajem. Kima Greggs (Sonja Sohn) bila je vrlo sposobna detektivka koja se suočavala s ljubomorom svojih kolega kao i strahom od opasnosti koji donosi posao od strane svoje partnerice kod kuće. Njezinim istražnim radnjama uveliko je doprinosio njezin odnos s doušnikom, ovisnikom o drogi Bubblesom (Andre Royo). Poput Greggs, partneri Thomas "Herc" Hauk (Domenick Lombardozzi) i Ellis Carver (Seth Gilliam) bili su raspoređeni u istragu iz svojih jedinica koje su se bavile narkoticima. Obojica su u početku bili nasilne prirode, ali su se kasnije pokazala vrlo vrijednima, a poslužili su i kao komični odušak za gledatelje. U istražnoj jedinici još su se nalazili Lester Freamon (Clarke Peters) i Roland "Prez" Pryzbylewski (Jim True-Frost). Iako u početku nisu bili važni igrači u operaciji, Freamon se tijekom vremena dokazao kao vrlo sposoban i metodičan detektiv s dobrim smislom povezivanja najsitnijih detalja, dok je Prez na sebe preuzeo kompletnu papirologiju, a također je riješio i par, na prvi pogled nerješivih, kodova koji su bili od velike pomoći u samoj istrazi.
Sve detektive nadgledala su dvojica nadređenih, više zabrinutih za politiku i svoje vlastite karijere nego za slučaj na kojem su ovi radili: William Rawls (John Doman) i zamjenik komesara Ervin Burrell (Frankie Faison). Asistentica državnog tužitelja Rhonda Pearlman (Deirdre Lovejoy) bila je veza između istražne jedinice i sudnice, a također je imala i seksualnu vezu s McNultyjem. U odjelu za umorstva, Bunk Moreland (Wendell Pierce) je bio nadareni i humoristični detektiv kojem alkohol nije bio stran, a koji je ujedno bio i McNultyjev partner. Obojici je nadređeni bio Jay Landsman (Delaney Williams), vedar zapovjednik. Peter Gerety je glumio suca Phelana koji je i pokrenuo cijeli slučaj.
S druge strane zakona u prvoj sezoni nalazilo se carstvo droge Avona Barksdalea. Nemilosrdnom Barksdaleu (Wood Harris) pomagao je Stringer Bell (Idris Elba), čovjek koji je želio postati pravim biznismenom. Avonov nećak D'Angelo Barksdale (Larry Gilliard, Jr.) vodio je nekoliko ujakovih teritorija, ali je također patio od grižnje savjesti dok je lojalni Wee-Bey Brice (Hassan Johnson) bio odgovoran za niz ubojstava koje je naručivao sam Avon. Pod D'Angelom nalazili su se Poot (Tray Chaney), Bodie (J. D. Williams) i Wallace (Michael B. Jordan), ulični dileri droge. Wallace je pokazao dosta veliki kvocijent inteligencije, ali i mladenačku naivnost, dok je Poot bio jedan od onih koji su uvijek radije slijedili nego vodili. Omar Little (Michael K. Williams) poznati kriminalac iz Baltimorea koji je pljačkao druge dilere droge i tako zarađivao za život često je bio meta Barksdaleovog klana. 
Druga sezona radnjom je bila smještena u Baltimoreškoj luci pa je samim time predstavila i nove likove, uključujući Spirosa "Vondasa" Vondopoulosa (Paul Ben-Victor), Beadie Russell (Amy Ryan) i Franka Sobotku (Chris Bauer). Vondas je bio jedan od upravitelja globalne krijumčarske operacije, Russell iskusna lučka časnica i samohrana majka ubačena u istragu o višestrukom ubojstvu dok je Sobotka bio voditelj sindikata koji se okrenuo kriminalu kako bi pokušao spasiti fondove samog sindikata. Nove likove iz druge sezone upotpunjuju Nick Sobotka (Pablo Schreiber), Frankov nećak; Ziggy Sobotka (James Ransone) Frankov problematični sin; i "Grk" (Bill Raymond), Vondasov misteriozni šef. Kako se druga sezona bližila kraju, radnja se polako odmicala od luke, a neki od likova više se nikad do kraja serije nisu pojavili.
U trećoj sezoni nekoliko likova koji se nisu previše pojavljivali u prethodnom dijelu serije dobili su veće uloge. To su detektiv Leander Sydnor (Corey Parker Robinson), Bodie (J.D. Williams), Omar (Michael K. Williams), Proposition Joe (Robert F. Chew) i major Howard "Bunny" Colvin (Robert Wisdom). Colvin je upravljao zapadnim distriktom gdje je djelovala Barksdaleova organizacija. Kako mu se približavala mirovina, Colvin je smislio novu radikalnu metodu rješavanja problema s drogom. Proposition Joe, kralj droge na istočnoj strani grada, postao je sve više kooperativan s Barksdaleovom organizacijom. Sydnor, mlada policijska nada u usponu iz prve sezone, vratio se u glumačku postavu kao detektiv. Bodie je postepeno napredovao u Barksdaleovoj organizaciji od prve epizode. S druge strane, Omar je spremao osvetu Barksdaleovoj organizaciji i svu je svoju pozornost u trećoj sezoni usmjerio upravo prema njima.
Od novih likova u trećoj sezoni tu su Tommy Carcetti (Aidan Gillen), ambiciozni gradski vijećnik; gradonačelnik Clarence Royce (Glynn Turman) kojega upravo Carcetti namjerava zamijeniti; Marlo Stanfield (Jamie Hector), voditelj bande u usponu željan okršaja s Avonom; i Dennis "Cutty" Wise (Chad Coleman) bivši osuđenik netom izašao iz zatvora, nesiguran u svoju budućnost.
U četvrtoj sezoni četvero mladih glumaca pridružili su se ekipi: Jermaine Crawford kao Duquan "Dukie" Weems; Maestro Harrell kao Randy Wagstaff; Julito McCullum kao Namond Brice; i Tristan Wilds kao Michael Lee. Sva četvorica su prijatelji koji zajedno pohađaju srednju školu u zapadnom Baltimoreu. Osim njih, novi lik je također bio i Norman Wilson (Reg E. Cathey), Carcettijev zamjenik menadžera za izbornu kampanju.
U petoj sezoni nekoliko novih likova pridružilo se glumačkoj postavi. Gbenga Akinnagbe vratio se u ulozi Chrisa Partlowa, glavni provoditelj nove Stanfieldove organizacije. Neal Huff reprizira svoju ulogu gradonačelnikovog predstojnika ureda Michaela Steintorfa nakon što se nakratko pojavio u finalu četvrte sezone. Još dvoje glumaca koji su prethodno glumili manje uloge pridružilo se ekipi u petoj sezoni: Michael Kostroff kao odvjetnik Maurece Levy i Isiah Whitlock, Jr. kao senator Clay Davis. Član ekipe iza kamere, Clark Johnson prvi put se pojavio ispred iste u liku Augustusa Haynesa, urednika novina Baltimore Sun. Društvo mu prave dvoje mladih novinara Michelle Paress kao Alma Gutierrez i Tom McCarthy kao Scott Templeton.

## Kritike, nagrade i emitiranje

### Kritike
Prva sezona serije dobila je uglavnom pozitivne kritike, a neki kritičari proglašavali su je čak boljom od Obitelji Soprano i Dva metra pod zemljom. Drugi su joj najviše zamjerali činjenicu što je seriju jako teško pratiti ako se ne gleda od početka, zbog toga što su sve epizode tijekom jedne sezone međusobno povezane. Tome također ide u prilog i radnja koja se proteže kroz nekoliko epizoda (primjerice u jednoj epizodi imamo scenu u kojoj likovi dogovaraju akciju koja će se dogoditi tek na sredini sljedeće epizode). The Guardian je drugu sezonu opisao kao još moćniju od prve, a posebno je hvaljena činjenica što je ta druga sezona razbila temelje koje je serija postavila sa željom istraživanja novih područja.
I dok su je kritičari uglavnom hvalili, kompleksnost radnje jedan je od glavnih razloga zbog čega je serija imala slabu gledanost. Na kraju treće sezone razmišljalo se o ukidanju serije, a kreator Simon je kao glavne razloge slabe gledanosti navodio činjenicu što se serija prikazivala u istom terminu kad se emitirala mega-popularna serija Kućanice, učestalu upotrebu psovki i pravog baltimoreovskog "slenga" te činjenicu što se većina glumačke ekipe sastoji od Afroamerikanaca.
Kritike za treću sezonu bile su vrlo pozitivne. Entertainment Weekly proglasio je seriju najboljom 2004. godine, opisujući je kao "najpametniju, najdublju i najrezonantniju dramsku seriju na televiziji". Također su istaknuli i da je kompleksnost radnje najvjerojatniji rezultat slabe gledanosti. Dnevne novine u Baltimoreu toliko su se pribojavale ukidanja serije da su objavile listu 10 razloga zbog čega seriju ne bi smjelo ukinuti. Među razlozima naveli su jaku karakterizaciju likova, Omara Littlea, iskrenu prezentaciju pravih problema i svoj jedinstveni status na televiziji. Novine su također izrazile zabrinutost da bi ukidanje serije moglo naštetiti ekonomskom razvoju grada Baltimorea.
Dvije godine prošle su između treće i četvrte sezone. Kada se četvrta sezona napokon vratila, Tim Goodman iz San Francisco Chroniclea napisao je da se Žica "bavi ratom droge u državi, ali da istražuje i teme rasizma, siromaštva, smrti američke radničke klase, urušavanjem političkog sustava koji bi inače trebao pomoći ljudima i tiranijom pružanja lažne nade. Samo se nekoliko serija u povijesti američke televizije bavilo problemima Afroamerikanaca u gradu i nijedna - baš niti jedna - to nije učinila tako kvalitetno." New York Times proglasio je četvrtu sezonu najboljom sezonom serije. Doug Elfman iz Chicago Sun Timesa nije bio pretjerano oduševljen sa serijom, nazivajući je "vrlo ambicioznom", ali i prekompleksnom i s presporim razvojem radnje. Los Angeles Times je posvetio kompletan editorijal Žici, što inače vrlo rijetko radi kad su televizijske serije u pitanju. Magazin Time pogotovo je hvalio četvrtu sezonu, ističući kako "niti jedna serija nikad nije tako voljela svoj grad i na tako ga strastven način proklela." Na popularnoj internetskoj stranici Metacritic četvrta sezona ima 98% pozitivnih kritika čime ostvaruje drugi najbolji rezultat u povijesti stranice (na prvom mjestu je serija Na putu prema dolje s 99% pozitivnih ocjena za posljednju, petu sezonu).
Nekoliko kritičara proglasilo je seriju najboljom na televiziji, uključujući TIME, Entertainment Weekly, Chicago Tribune, Slate, San Francisco Chronicle, Philadelphia Daily News i The Guardian koji je pratio svaku epizodu na tjednoj bazi na svom blogu te izdao knjigu The Wire Re-up. Charlie Brooker, kolumnist iz The Guardiana, pogotovo je volio seriju, proglašavajući je i u svojoj kolumni "Screen Burn" i u svojoj emisiji "Screenwipe" koja se prikazivala na BBC-u "vjerojatno najboljom televizijskom serijom u posljednjih 20 godina". 2009. godine magazin TIME je proglasio seriju najboljom proteklog desetljeća.
Predsjednik SAD-a Barack Obama rekao je da mu je Žica najdraža televizijska serija.

### Nagrade
Serija Žica nikad nije osvojila niti jednu veću televizijsku nagradu. Samo je dva puta bila nominirana za prestižnu nagradu Emmy: za najbolji scenarij 2005. (za epizodu Middle Ground treće sezone) i 2008. (za epizodu -30- pete sezone). Serija nikad nije nominirana za Zlatni globus. Od ostalih nagrada svakako treba izdvojiti osvajanje nagrade u kategoriji najbolje dramske serije od Američkog ceha scenarista (za četvrtu sezonu) te još dvije nominacije. Također treba izdvojiti i nominaciju Američkog ceha redatelja za režiju epizode Transitions.

### Emitiranje
HBO je prikazivao pet sezona serije 2002., 2003., 2004., 2006. i 2008. godine. Nove epizode prikazivane su jedanput tjedno, s ponekim preskakanjem određenog tjedna kada se moralo ustupiti vrijeme drugim programima. Počevši od četvrte sezone, pretplatnici HBO On Demand mogli su gledati nove epizode šest dana prije nego bi se one emitirale na HBO-u. Američka kabelska mreža BET također emitira seriju. Za razliku od drugih, BET ubacuje propagandni program, izbacuje scene golotinje i ne prikazuje psovke.
Dana 13. travnja 2010. godine američki kabelski operater DirecTV najavio je da će započeti s emitiranjem svih pet sezona serije Žica u visokoj rezoluciji, startavši od 18. srpnja 2010. To je bilo prvi puta u povijesti serije da su se njezine epizode prikazivale u formatu visoke rezolucije. Budući sama serija u originalu nije prikazivana u visokoj rezoluciji, ostalo je nejasno da li je DirecTV prikazivao seriju zbilja u tom formatu koji je prebačen s 35mm filmske vrpce ili se radi samo o konvertiranoj verziji iz standardne rezolucije.
U Velikoj Britaniji serija se prikazivala na kanalu FX, a nedavno i na programu BBC 2. Iako uz kontroverze, vrijeme emitiranja serije bilo je 23:20h. Po prvi puta u svijetu, britanske novine The Guardian omogućile su gledanje pilot epizode preko svoje službene web stranice u kratkom periodu. U Irskoj sve epizode prikazane su na kanalu TG4 otprilike šest mjeseci nakon što su s originalnim emitiranjem završile na HBO-u. U Australiji je seriju otkupila Australian Broadcasting Corporation za svoj kanal ABC2. Emitiranje je započelo 1. rujna 2009. U Francuskoj serija se prikazuje pod nazivom Sur écoute ("wiretapped") na kanalu Jimmy. Poljska televizija prikazuje seriju na kanalu TVN pod nazivom Prawo ulicy ("Law of the Street").
Prve četiri sezone prikazane su u Švedskoj, na kanalu SVT. U Norveškoj, kanal NRK prikazao je prvu sezonu serije u jesen 2007. godine. U Izraelu serija se prikazuje na kanalu Xtra Hot pod imenom HaSmuya ("The Covert Unit"). Serija se također prikazuje i u Kanadi na kanalima Movie Network i Movie Central. U Finskoj serija se prikazuje na kanalima Subtv i MTV3 pod imenom Langalla ("On the Wire"), dok se u Mađarskoj serija prikazuje na kanalu Duna TV od ožujka 2007. godine pod imenom Drót ("Wire"). Još od rujna 2008. godine serija se prikazuje u Njemačkoj (kanal Foxchannel) pod originalnim imenom, uz uobičajenu njemačku sinkronizaciju. Serija se također prikazuje u Aziji na kanalu Cinemax od svibnja 2009. godine. U Nizozemskoj i Belgiji serija je s emitiranjem započela 1. lipnja 2009. godine na kanalu NBC Universal. Na Srednjem istoku, seriju prikazuje kanal MBC Action.
U Hrvatskoj je seriju otkupio HRT i prikazao u cijelosti u razdoblju od 19. rujna 2011. do 2. siječnja 2012. godine.

## Serija na DVD-ovima
U Hrvatskoj su izdane prve dvije sezone serije na DVD-ovima. Posebni boxovi sadrže sve epizode prve i druge sezone, hrvatske titlove i posebne dodatke (audio komentare pojedinih epizoda).
Za europsko tržište (2. regija) izdano je svih pet sezona serije. Treća, četvrta i peta sezona osim audio komentara pojedinih epizoda sadrže i druge posebne dodatke kao intervjue s kreatorima i glumcima te posebne televizijske priloge snimljene za promociju serije.
| Sezona            | Datum izlaska      | Datum izlaska      | Datum izlaska     | Broj epizoda | Posebni dodaci | Broj diskova |
| Sezona            | Regija 1           | Regija 2           | Regija 4          | Broj epizoda | Posebni dodaci | Broj diskova |
| ----------------- | ------------------ | ------------------ | ----------------- | ------------ | --- | ------------ |
| 1                 | 12. listopada 2004 | 18. travnja 2005   | 11. svibnja 2005  | 13           | - Tri audio komentara glumačke ekipe | 5            |
| 2                 | 25. siječnja 2005  | 10. listopada 2005 | 3. svibnja 2006   | 12           | - Dva audio komentara glumačke ekipe | 5            |
| 3                 | 8. kolovoza 2006   | 5. veljače 2007    | 13. kolovoza 2008 | 12           | - Pet audio komentara filmske ekipe - Q&A s Davidom Simonom i kreativnim timom - Razgovor s Davidom Simonom na sveučilištu Eugene Land                                                                                   | 5            |
| 4                 | 4. prosinca 2007   | 10. ožujka 2008    | 13. kolovoza 2008 | 13           | - Šest audio komentara glumačke i filmske ekipe - Prilog o snimanju serije - It's All Connected - Prilog o snimanju serije - The Game is Real                                                                            | 4            |
| 5                 | 12. kolovoza 2008  | 22. rujna 2008     | 2. veljače 2010   | 10           | - Šest audio komentara glumačke i filmske ekipe - Dokumentarni film The Wire: The Last Word koji istražuje ulogu medija u društvu - Retrospektiva prve četiri sezone The Wire Odyssey - Prequeli Žice - Neuspješne scene | 4            |
| Kompletan Box-set | 9. prosinca 2008   | 8. prosinca 2008   | 2. veljače 2010   | 60           | - Kolekcija svih prijašnjih izdanih sezona u jednom pakiranju | 23           |

DVD izdanja uglavnom su jako dobro prihvaćena, iako su poneki kritičari izrazili žaljenje za nedostatkom posebnih dodataka.

## Vanjske poveznice
- Žica u internetskoj bazi filmova IMDb-a
- Play or Get Played — Ekskluzivni intervju s Davidom Simonom i članovima glumačke ekipe.
- Ten Thousand Bullets — Intervju s Georgeom Pelecanosom.
- George Pelecanos on The Wire and D.C. pulp fiction  Arhivirana inačica izvorne stranice od 18. prosinca 2008. (Wayback Machine) — Dodatak "Ten Thousand Bullets"
- "The Rhetoric of The Wire" Film: Dnevnik kroz filmski kriticizam, Br. 1, 2010.
- Gang and Drug-Related Homicide: Baltimore's Successful Enforcement Strategy  Arhivirana inačica izvorne stranice od 13. lipnja 2006. (Wayback Machine) — Ed Burns govori o nekim istragama i pojedincima koji su inspirirali seriju Žica
- A collection of interviews with Wire cast members — Intervjui uključuju: Michaela K. Williamsa, Lancea Reddicka, Roberta Wisdoma, Gbengu Akinnagbe, Isiaha Whitlocka Jr. i mnoge druge.
- Reason Magazine Interview with Ed Burns — Jedan od kreatora serije Žica govori o gradu Baltimoreu i kako je on inspirirao seriju te razmjenjuje mišljenja s ostalim kreatorima serije o ratu protiv droge.
- The New Yorker Profiles David Simon — Dugački profil o Davidu Simonu s detaljima o petoj sezoni, kao i o njegovom sljedećem projektu.